# George Fisher
George "CorpseGrinder" Fisher (født 8. juli 1969) er vokalist i det amerikanske dødsmetal-band Cannibal Corpse, og det mindre kendte melodiske dødsmetal-band Paths of Possession. Fisher nåede at indspille to albums med Florida-bandet Monstrosity, inden han forlod dem for at slutte sig til Cannibal Corpse sent i 1995.
Musiksmag: Slayer, Death, Mötorhead, Venom .

## Fodnoter
1. ↑  Metalstorm.ee, George "Corpsegrinder" Fisher at Metalstorm.ee; hentet 5. februar 2008
2. ↑  Han udtalte engang i et interview, at han er stor fan af Queenog Kraftwerk